# Robert Ryan
Robert Ryan (Chicago, 11 de noviembre de 1909-Nueva York, 11 de julio de 1973) fue un actor de cine clásico estadounidense. De perfil muy característico con un granítico rostro estriado, fue una estrella en los años 40 y 50, de filmografía si no extensa sí muy estimable.

## Biografía
Ryan nació en Chicago, Illinois, fue el primer hijo de Mable Arbutus (Bushnell), una secretaria, y Timothy Aloysius Ryan, quien era de una familia adinerada. Era de origen irlandés (abuelos paternos de Thurles ) y de ascendencia inglesa. Ryan se crio como católico y se educó en la Academia Loyola. Se graduó en el Dartmouth College en 1932, habiendo obtenido el título de boxeo de los pesos pesados de la escuela durante los cuatro años de su asistencia. Después de la graduación, Ryan encontró empleo como  asistente en un barco, como trabajador de WPA y en un rancho en Montana.
Se casó con Jessica Cadwalader (11 de marzo de 1939-1972) y tuvieron 3 hijos: 2 varones, Walker (nacido el 13 de abril de 1946) y Cheyney (nacido el 10 de marzo de 1948) y una hija, Lisa (nacida el 10 de septiembre de 1951).

## Carrera como actor
Comenzó en el cine trabajando para la Paramount en algunas películas sin acreditar, pero su fama le llegaría con el malvado soldado de Encrucijada de odios película dirigida por Edward Dmytryk en 1947, este papel lo encasillaría en roles de personajes duros. Por esta actuación recibió su única nominación al Óscar. De esta etapa destaca su interpretación en las películas Callejón sin salida, también de 1947, y dirigida por John Cromwell; Una mujer en la playa de Jean Renoir; Berlín Express (1948) dirigida por Jacques Tourneur; Atrapados (Caught, 1949) de Max Ophuls y la película sobre el mundo del boxeo, Nadie puede vencerme (1949), dirigida por Robert Wise, en la que el actor rememora su época de boxeador, deporte que había practicado en la universidad.

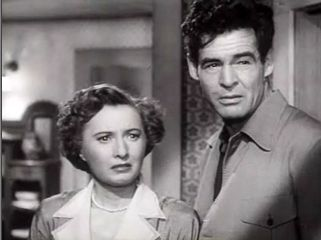
Robert Ryan y Barbara Stanwyck en Clash by night (1952)

Durante la década de los cincuenta trabaja nuevamente con importantes directores y así realiza con Nicholas Ray el drama bélico Infierno en las nubes (donde tendría un duelo interpretativo con John Wayne), Crimen organizado / El soborno / La trampa (The Racket, 1951), y La casa en la sombra; con Fritz Lang trabaja en Encuentro en la noche; con Anthony Mann trabajó en el wéstern Colorado Jim / El precio de un hombre y en el drama bélico sobre la guerra de Corea titulado La colina de los diablos de acero (1957, título original Men in war); con Samuel Fuller trabajó en La casa de bambú, e interpretaría a memorables malvados de nuevo en las películas Conspiración de silencio dirigida por John Sturges y en Garras de ambición / Los implacables (The Tall Men, 1955) de Raoul Walsh.
En los sesenta y setenta su aparición en la pantalla grande se reduce, limitándose a aparecer solo en grandes producciones: así, fue un gran San Juan Bautista en la superproducción Rey de Reyes dirigida por su viejo conocido Nicholas Ray, trabajó también en la adaptación de la novela de Herman Melville Billy Budd, película que en España se tituló La fragata infernal, y que fue dirigida por el actor Peter Ustinov; en 1966, su interpretación en la magnífica película de Richard Brooks Los profesionales quedaría un tanto deslucida por las actuaciones de sus compañeros Burt Lancaster y Lee Marvin; más adelante, vuelve a significarse en su trabajo en la película de Sam Peckinpah, Grupo salvaje (1969). En esta década también destaca en su aparición en superproducciones bélicas, tales como El día más largo, La batalla de las Ardenas o La batalla de Anzio.
Antes de fallecer aparecería en la película En el nombre de la ley, western realizado por Michael Winner en 1971, en la que una vez más dejaba una actuación destacable como recuerdo de su brillante carrera como actor. También apareció en Acción Ejecutiva, de David Miller, película con guion de Dalton Trumbo, donde se plantea la hipótesis del asesinato de John F. Kennedy por un grupo de magnates de la extrema derecha, su última aparición antes de fallecer, y en la que se aprecia que está enfermo.

## Muerte
En 1972, su mujer con quien Robert había tenido tres hijos, falleció de cáncer, y un año más tarde, el 11 de julio de 1973 el actor falleció en Nueva York por la misma causa: cáncer de pulmón a los 63 años. Su cuerpo fue posteriormente incinerado.

## Premios y distinciones
Premios Óscar
| Año  | Categoría              | Película             | Resultado |
| ---- | ---------------------- | -------------------- | --------- |
| 1948 | Mejor actor de reparto | Encrucijada de odios | Nominado  |